# アレクサンドラ島
アレクサンドラ島（ロシア語: Земля Александры、アレクサンドラとう）またはゼムリャ・アレクサンドラは、北極海の一部であるバレンツ海に位置するロシア連邦領ゼムリャフランツァヨシファにある島である。1880年にイギリスの探検家、ベンジャミン・リー・スミスにより発見された。
島北部のナグルスコイェにはロシア最北の空軍基地があり、3,500メートル級のコンクリート舗装された滑走路と空軍司令部が置かれている。
ロシア連邦軍の空挺部隊がこの島で、北極圏初の集団パラシュート降下を実施したと、ロシア国防省が2020年4月26日に発表した。